# 아베 마사카타
아베 마사카타(일본어: 阿部正備, 1823년 7월 27일 ~ 1874년 4월 11일)는 일본 에도 시대의 다이묘로, 시라카와번의 4대 번주이다. 관위는 종5위하, 노토노카미였다.
오무라번주 오무라 스미요시의 다섯 번째 아들로 태어났다. 1838년, 시라카와 번의 3대 번주 아베 마사아키라가 사망하자, 그해 음력 6월 28일, 양자가 되어 그 뒤를 이었다. 1848년 음력 5월 10일에 양자 아베 마사사다에게 번주직을 물려주고 은거하였다. 1874년, 52세의 나이로 사망하였다.
| 전임 아베 마사아키라 | 제4대 시라카와번 번주 1838년 ~ 1848년 | 후임 아베 마사사다 |